# Tennenlohe (Büchenbach)
Tennenlohe (fränkisch: Dännalou) ist ein Gemeindeteil der Gemeinde Büchenbach im Landkreis Roth (Mittelfranken, Bayern). Tennenlohe liegt in der Gemarkung Ottersdorf.

## Geographie
Das Dorf Tennenlohe bildet mit dem nördlich gelegenen Ottersdorf eine geschlossene Siedlung. Es liegt auf Höhen um etwa 360 m ü. NHN rechtsseits in der Mulde eines Wiesengrabens, der nordwärts zum Otterbach fließt und in Ottersdorf von rechts in diesen rechten Zufluss des Mainbaches mündet. Auf der Westseite des Grabens liegen weniger als einen halben Kilometer breit Wiesen und Felder, dann setzt ein Wald ein, in dem sich das Gelände im anschließenden gemeindefreien Gebiet Heidenberg abrupt zum bis 461 m ü. NHN hohen Höhenrücken Heidenberg erhebt. Nahe südlich am Ort speisen die zwei Quelläste des Grabens vor ihrer Vereinigung etwa ein halbes Dutzend fischwirtschaftlich genutzte Teiche, teilweise noch im Wald, südlich von denen sich ein Ostausläufer des Heidenbergs erstreckt mit alten Steinbrüchen im Sandsteinkeuper, von denen einer als Geotop ausgewiesen ist. Östlich des Dorfes reicht die offene Flurlandschaft mit Äckern und Wiesen mit fast anderthalb Kilometern am weitesten, dahinter fällt das Gelände sanft über den bewaldeten linken Talhang des Flusses zu den Auen der weniger als drei Kilometer entfernten Rednitz ab. Im Nordosten reicht ein Zipfel des Waldes Brunnleite bis auf weniger als hundert Meter an die Siedlungsgrenze. Nach Ottersdorf im Norden zu ist eine Flurgasse offen, im Bereich der Staatsstraße berührt hier der Ortsrand den nur kleinen Siedlungsteil des Nachbardorfes um dessen Straße Zu den Gründen, welcher rechts des Otterbachs liegt. 
Die Staatsstraße 2224 führt nach Ottersdorf (0,5 km nördlich) bzw. nach Breitenlohe (3,3 km südlich). In Richtung Süden zweigt hiervon die Kreisstraße RH 3 ab, die nach Büchenbach führt (2,6 km südöstlich).
Die Agrarflächen rings um Tennenlohe wurden in den 1970er Jahren im Zuge der Flurbereinigung reorganisiert. Der größte Teil der Wald- und wenige Flurflächen um Tennenlohe liegen inmitten des ausgedehnten Wasser- und Landschaftsschutzgebietes „LSG südliches mittelfränkisches Becken, West“.

## Geschichte
Das Gebiet um Tennenlohe war bereits in der nacheiszeitlichen Steinzeit von Menschen besiedelt, was ein etwa 300 Meter westlich des Ortes gelegener und als Bodendenkmal geschützter Siedlungsplatz aus dem Mesolithikum belegt. Auch mehrere neolithische Siedlungen befanden sich im Umkreis von etwa einem Kilometer. Zur Zeitenwende war das Gebiet der südlichste Ausläufer des Siedlungsgebietes der Narisker.
Während der römischen Expansion wurde die Besiedlung aufgegeben, denn der Limes befand sich nur einen strengen Tagesmarsch im Süden und die Zeiten wurden zu unruhig. Aus der Zeit der Völkerwanderung von 300–600 n. Chr. fehlen jegliche Befunde und setzen erst unter den Karolingern sporadisch wieder ein, als Tennenlohe dem Sualafeldgau angehörte.
Der Ort ist wahrscheinlich ein Ausbau, der von Ottersdorf aus erfolgte. Im 13. Jahrhundert bestand der Ort vermutlich aus 5 Ganzhöfen. Der Ort wurde 1304 als „Tennenloh“ erstmals urkundlich erwähnt, als die Nürnberger Patrizier Friedrich und Jobst Tetzel ihre Ansprüche im Ort an Heinrich von Apel verkauften. Der Ortsname Tennenlohe setzt sich aus dem Bestimmungswort Tenne (=Dreschplatz für Getreide) und dem Grundwort Loch (=Wald, Feuchtgebiet) zusammen, d. h. also „Dreschplatz beim Wald bzw. Feuchtgebiet“.
Im Urbar für das burggräfliche Amt Schwabach, das ca. 1360 aufgestellt wurde, wurde der Ort als „Tennenloch“ erwähnt. Schon im burggräflichen Salbuch von 1410 ist verzeichnet, dass Tennenlohe mit Ottersdorf eine Realgemeinde bildete. In Tennenlohe gab es zu dieser Zeit zwei ganze und vier halbe Güter, die alle dem Amt Schwabach unterstanden. Im Salbuch des nunmehr markgräflichen Amtes Schwabach, das 1434 aufgestellt wurde, wurden für den Ort acht Güter und ein Gütlein angegeben. Eines dieser Güter, der sogenannte „Uhrhof“, steht heute noch und ist das älteste Gebäude der Gemeinde Büchenbach. Im 15. Jahrhundert wurde auch eine Kirche errichtet, die eine Filiale von Büchenbach war.
Im Jahre 1530 waren drei Höfe und zwei Güter markgräflich, ein Gut unterstand dem Spital Schwabach und ein weiteres Gut unterstand Jacob Reck, das 1623 wieder markgräflich wurde. Im Dreißigjährigen Krieg wurde der Ort mit seiner kleinen Kirche niedergebrannt. Der Straßenname „Am Kirchenespan“ erinnert noch heute an die Kirche. Aus finanziellen Gründen wurde sie nie wieder aufgebaut. Der ehemalige Standort „Kirchenbuck“ ist als Bodendenkmal (D-5-6732-0189) geschützt.
Im Jahre 1732 kamen laut den Oberamtsbeschreibungen von Johann Georg Vetter zu den markgräflichen Gütern noch ein Wirtshaus und ein Seldengütlein hinzu, so dass es in Tennenlohe insgesamt neun Anwesen gab.
Gegen Ende des 18. Jahrhunderts gab es in Tennenlohe 10 Anwesen. Das Hochgericht übte das brandenburg-ansbachische Oberamt Schwabach aus. Die Dorf- und Gemeindeherrschaft hatte das Kastenamt Schwabach. Grundherren waren das Kastenamt Schwabach (3 Dreiviertelhöfe, 3 Halbhöfe, 1 Tafernwirtschaft, 2 Leerhäuser) und das Spital Schwabach (1 Ganzhof).
Im Rahmen des Gemeindeedikts wurde 1808 Tennenlohe dem Steuerdistrikt Büchenbach (II. Sektion) und der 1818 gebildeten Ruralgemeinde Ottersdorf zugeordnet. In der Bayerischen Uraufnahme von 1808 sind für den Ort unter dem Namen „Thennenlohe“ etwa zwanzig Gehöfte erfasst, deren Wirtschaftsflächen allerdings durch die Erbfolge stark zerparzelliert waren.
Im Jahre 1928, inmitten der Weltwirtschaftskrise, wurde auf dem Kirchenbuck ein eigenes Schulhaus erbaut, das heute als Wohnraum und Versammlungslokal dient. Das ehemalige Dorfwirtshaus „Grüner Baum“ wurde in den 1990er Jahren geschlossen und beherbergt heute ein Künstleratelier.
Am 1. Januar 1972 wurde Tennenlohe im Zuge der Gebietsreform in Bayern nach Büchenbach eingegliedert.

### Baudenkmäler
- Röthenweg 1: Ehemaliges Wohnstallhaus mit Scheune[19]
- Röthenweg 2: Ehemaliges Bauernhaus[19]

### Einwohnerentwicklung
| Jahr      | 001818 | 001840 | 001861 | 001871 | 001885 | 001900 | 001925 | 001950 | 001961 | 001970 | 001987 | 002014 | 002019 |
| Einwohner | 64     | 94     | 121    | 112    | 112    | 102    | 95     | 132    | 98     | 96     | 83     | 116    | 129    |
| Häuser    | 10     | 17     |        |        | 23     | 20     | 22     | 25     | 24     |        | 23     |        |        |
| Quelle    | [ 21 ] | [ 22 ] | [ 23 ] | [ 24 ] | [ 25 ] | [ 26 ] | [ 27 ] | [ 28 ] | [ 29 ] | [ 30 ] | [ 31 ] | [ 1 ]  | [ 1 ]  |

## Religion
Der Ort ist seit der Reformation evangelisch-lutherisch geprägt und bis heute nach St. Willibald (Büchenbach) gepfarrt. Die Katholiken sind  nach St. Sebald (Schwabach) gepfarrt.